# Новая Слобода (Смоленский район)
Новая Слобода — деревня в Смоленском районе Смоленской области России. Входит в состав Лоинского сельского поселения. По состоянию на 2007 год постоянного населения не имеет. 
Расположена в западной части области в 41 км к северо-западу от Смоленска, в 12 км юго-западнее автодороги Р133 Смоленск — Невель, на берегу реки Лойна. В 14 км южнее деревни расположена железнодорожная станция Поселковая на линии Смоленск — Витебск. 

## История
В годы Великой Отечественной войны деревня была оккупирована гитлеровскими войсками в июле 1941 года, освобождена в сентябре 1943 года. 